# Crespino
Crespino är en ort och kommun i provinsen Rovigo i regionen Veneto i Italien. Kommunen hade 1 783 invånare (2018).